# إيه إف سي ويمبلدون
نادي رابطة ويمبلدون لكرة القدم (بالإنجليزية: Association Football Club Wimbledon) هو فريق كرة قدم إنجليزي من لندن، أسس في عام 2002 ويلعب حالياً في الدوري الإنجليزي الدرجة الثانية.